# Peltopsyche
Peltopsyche är ett släkte av nattsländor. Peltopsyche ingår i familjen smånattsländor.
Kladogram enligt Catalogue of Life:
| Peltopsyche | \| \| Peltopsyche maclachlani \| \| \| \| \| \| Peltopsyche sieboldi \| \| \| \| |
|             | \| \| Peltopsyche maclachlani \| \| \| \| \| \| Peltopsyche sieboldi \| \| \| \| |
|             | Peltopsyche maclachlani                                                          |
|             |                                                                                  |
|             | Peltopsyche sieboldi                                                             |
|             |                                                                                  |